# Central tèrmica de Cercs
La Central tèrmica de Cercs és una central termoelèctrica de carbó, situada al municipi de Cercs (Berguedà), que va estar activa del 1971 fins al 2011. Produïa electricitat a partir de la combustió del carbó que s'extreia de les mines de lignit de l'alt Berguedà.

## Descripció i dades tècniques
La central, ara inactiva, està situada al peu de la C-16, a tocar del pantà de la Baells, a l'alçada de l'antic monestir de Sant Salvador de la Vedella.
La xemeneia té una alçada de 120 m; el vent pot provocar una oscil·lació màxima de 20 cm en la seva part més alta.
La característica torre de refrigeració té una alçada 103 m i un diàmetre de 68 m a la base.
A ple rendiment, produïa 160.000 kW d'electricitat, amb un consum de 2.500 tones de carbó diàries i 500 tones d'aigua per hora, de les quals 350 tones s'alliberaven a l'atmosfera en forma de vapor d'aigua.
El vapor, a la sortida de la caldera, assolia una pressió de 189 kg/cm², i una temperatura de 530 °C. De la caldera es recollien cada dia unes 1.200 tones de cendres.

## Història
FECSA, propietària a principis dels anys 60 de les mines de Carbones de Berga S.A., estava interessada a augmentar la generació d'energia termoelèctrica i diversificar la producció, que fins aquell moment era majoritàriament hidroelèctrica i de gas. En la visita del dictador i general insurrecte Francisco Franco al Berguedà el juny de 1962, se li va mostrar i defensar el projecte de construir una central a Cercs, a fi d'aconseguir els permisos i el finançament necessaris. El ministeri d'Indústria va convocar, el novembre de 1966, un concurs per a la instal·lació d'una nova central tèrmica, concurs que va guanyar sense dificultats FECSA, amb un projecte industrial integrat que consistia a produir carbó per generar energia elèctrica i al mateix temps fabricar ciment amb els estèrils de la mina, calcàries i margues, a la fàbrica Ciments de Fígols SA. Les obres es van iniciar el 1968, amb una construcció complexa, tant per la inestabilitat del terreny amb fort pendent i les contínues esllavissades, com per la dificultat per transportar la maquinària alemanya Siemens des del port de Barcelona fins a Cercs. El més costós i espectacular va ser el trasllat de les grans turbines, ja que la carretera C-1411, en aquella època, era estreta i plena de revolts, i els llargs combois amb prou feines podien maniobrar-hi. A més, el pas per l'interior de les poblacions de Puig-reig, Berga i Cercs va ser molt complicat, ja que en alguns punts es va haver d'aterrar els balcons d'algunes cases a causa de l'alçada i amplada de les turbines, balcons que foren reparats immediatament després del pas del comboi.
Per garantir el ritme de construcció, va ser necessari traslladar-hi més de 800 treballadors (atès que les mines i la indústria tèxtil ja ocupaven la mà d'obra disponible a la comarca), gran part dels quals provinents del Marroc. Es va construir un campament amb allotjaments comunitaris i els serveis més bàsics (menjador, dutxes, cantina, dispensari mèdic, etc.), el qual va ser ocupat de nou entre 1972 i 1976 per les empreses que van fer les obres de l'embassament de la Baells.
La central fou inaugurada oficialment el 12 d'agost de 1971, després d'un any de proves.
El grup ecologista Alternativa Verda va presentar una denúncia al jutjat de primera instància de Berga contra la central i el seu director, per les altes emissions de diòxid de sofre, causant de la pluja àcida, ja que el lignit de l'alt Berguedà té un alt contingut en sofre. El procés va acabar el 1985 amb la primera sanció per delicte ecològic a l'estat espanyol. A partir d'aquest moment va utilitzar en part hulla per reduir les emissions de sofre.
El setembre de 2001 el grup elèctric Endesa, del qual formava part FECSA des de 1991, va vendre la central tèrmica de Cercs (dins la filial Nova Viesgo) al grup italià ENEL. El 2008 va passar a formar part de la multinacional alemanya E.ON. Aquesta, va clausurar la central elèctrica el 31 de desembre de 2011, després de 40 anys de funcionament, i havent esgotat les 20.000 hores de funcionament que establia el Pla Nacional de Reducció d'Emissions per al període 2000-2015. El tancament deixava sense feina 46 treballadors i una vuitantena més que hi col·laboraven indirectament.
El 2016 l'administració perquè s'hi estableixi a les instal·lacions algun altre tipus d'activitat industrial, tot i que les propostes de fabricació de metà sintètic i la de producció de biomassa no han reeixit. En canvi la propietària, Viesgo Producción S.L. s'inclina per mantenir el pla de tancament que inclou el desmantellament de la planta i deixar els terrenys com estaven abans.

## Funcionament
Una central tèrmica bàsicament necessita una font d'energia per produir calor i grans quantitats d'aigua perquè amb la calor es converteixi en vapor a altes pressions, el qual fa moure una turbina. En el cas de la tèrmica de Cercs, la font d'energia era un combustible fòssil, el carbó. I pel que fa a l'aigua, la ubicació de la central és estratègica per obtenir-ne en grans quantitats fàcilment.
El combustible, carbó de lignit, arribava directament de la mina, propietat de la mateixa empresa, a través d'una cinta transportadora des de la propera mina de la Consolació. El carbó procedent de les mines de Saldes, propietat de l'empresa Carbones Pedraforca, SA arribava transportat en camions. El carbó era rentat i triturat, i prèviament s'emmagatzemava al parc de la central, amb capacitat per a més de 100.000 tones. També va consumir carbó procedent de Calaf i Mequinensa.
A partir de 1985, i per atenir-se a la normativa en matèria de contaminació després de la sentència, i també obtenir millors resultats econòmics, va combinar un 60% de lignit local amb un 40% de carbó d'hulla procedent de Sud-àfrica, amb 6 vegades menys de contingut en sofre i el doble de poder calorífic. A partir de 2005 es va utilitzar únicament hulla procedent dels països de l'est d'Europa.
Pel que fa a l'aigua, imprescindible per produir vapor, la central en consumia fins a 500 tones/hora. Tot i que inicialment s'havia subministrat del canal industrial, l'aigua que necessitava la central s'extreia del pou natural conegut com el Forat Negre al torrent de la Garganta. A continuació s'emmagatzemava en un tanc de 10.000 m³ i, abans d'entrar al circuit de la central, era tractada per eliminar-ne les salts dissoltes. D'aquesta aigua tractada, se n'aprofitava 150 tones/hora en circuit tancat, i les altres 350 tones/hora s'eliminaven en forma de vapor d'aigua per la torre de refrigeració.